# Taurien

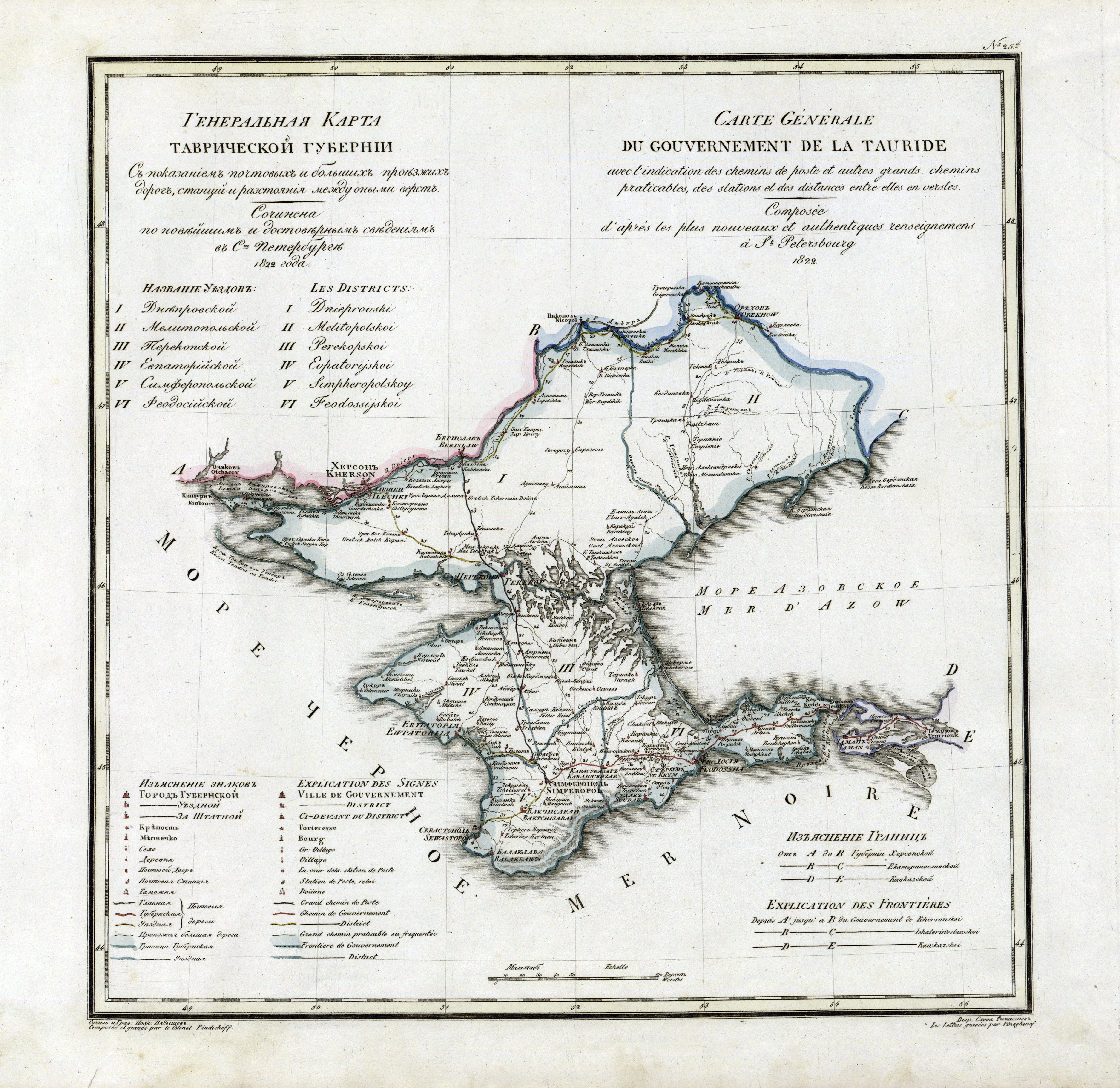
Gouvernement Taurien, 1822

Taurien (russisch Таврия Tawrija) ist die  frühere Bezeichnung der Halbinsel Krim sowie des nordöstlich angrenzenden Gebietes zwischen Dnjepr und Asowschem Meer.

## Geschichte

### Antike
Lange vor dem 8. Jahrhundert v. Chr., als sich die Kimmerer auf dem Gebiet der heutigen Krim niederließen, hatten sich in den Bergen und an der Südküste der Krim die Taurer niedergelassen, ein kriegerisches Volk, von dem die Insel ihren antiken Namen „Taurien“ erhielt. Im 5. Jahrhundert v. Chr. bezog sich Herodot, der Vater der griechischen Geschichtsschreibung, in den ersten Aufzeichnungen über die Krim auf dieses Taurien, für das in der griechischen Mythologie auch der Name Tauris verwendet wird. 

Griechische Kolonien im Norden des Schwarzen Meeres im fünften Jahrhundert vor unserer Zeit BCE.

### Neuzeit
Die Gegend wurde schließlich seit dem Mongolensturm (Mitte des 13. Jahrhunderts) bis 1783 von den Krimtataren beherrscht; siehe Islam in der Ukraine. Nach dem Russisch-Türkischen Krieg 1770–1774 mussten die Osmanen im Frieden von Küçük Kaynarca 1774 die „Unabhängigkeit“ des Krim-Khanats anerkennen.
Die Ansiedlung russischer Siedler und geplante Reformen führten zu bürgerkriegsähnlichen Wirren, in die Russland schließlich offen eingriff. Fürst Potemkin eroberte die Krim im Oktober 1782 und riet der Zarin, das Khanat zu annektieren. Dies geschah per Proklamation vom 8. Apriljul. / 19. April 1783greg..
Per Erlass vom 8. Februarjul. / 19. Februar 1784greg. wurde das einstige Khanat Teil des russischen Kaiserreichs und als Oblast (Gebiet) Taurien in sieben Ujesde (Bezirke) untergliedert. Die Bezeichnung Krim verschwand aus dem offiziellen Sprachgebrauch, um die Erinnerung an die krimtatarische Vergangenheit zu tilgen.
1796 verfügte Zar Paul I. die Unterteilung in nur noch zwei Ujesde, bei gleichzeitiger Eingliederung Tauriens in das restaurierte Gouvernement Neurussland. Im Zuge einer erneuten Verwaltungsreform, 1802, wurde Neurussland abermals aufgelöst und aus seinen Territorien die Gouvernements Bessarabien, Cherson, Jekaterinoslaw und Taurien geschaffen; letzteres hatte Bestand bis zum Ende der Zarenherrschaft.
Ab etwa 1805 wurde Taurien auch von siegerländischen Kolonisten besiedelt.

### 20. Jahrhundert
Im Zuge der Oktoberrevolution 1917 wurde die Existenz des Gouvernements Taurien vorerst unterbrochen.
Das Gebiet errang in den Jahren 1917/1918 eine relative Autonomie innerhalb des neuen ukrainischen Staates unter der Führung der auf der Insel verbliebenen Krimtataren. Die Sowjetmacht wurde erst im Januar 1918 errichtet.
Am 18. Oktober 1921 wurde die Autonome Sozialistische Sowjetrepublik Krim als Teil der Russischen Sozialistischen Föderativen Sowjetrepublik (RSFSR) ausgerufen. Die kurz darauf verabschiedete Verfassung betonte die Gleichheit aller Nationalitäten und deklarierte sowohl Russisch als auch Krimtatarisch zu offiziellen Sprachen.
Stalin bereitete dieser Entwicklung in den späten 1920er Jahren ein Ende. Er reduzierte 1929 die Bedeutung der krimtatarischen Sprache und begrenzte die territoriale Autonomie der Region. Etwa 40.000 krimtatarische Familien wurden verhaftet oder nach Sibirien deportiert. 1941 ließ Stalin die rund 50.000 Krimdeutschen überwiegend nach Kasachstan vertreiben.
Während des Zweiten Weltkriegs lebte der historische Name unter der Besatzung der deutschen Wehrmacht nochmals auf. Die Gegend unterstand als Generalbezirk Krim (Teilbezirk Taurien) vom 1. September 1942 bis zum 23. Oktober 1943 dem Reichskommissariat Ukraine. Am 23. Oktober erfolgte die Rückeroberung Melitopols, der Hauptstadt des Bezirks, durch die Rote Armee.
Hitler plante, die Halbinsel als „Gotenland“ per Reichsautobahn mit dem Reich zu verbinden und dort „Volksdeutsche“ aus Südtirol (vgl. Option in Südtirol) anzusiedeln. 1944 war die gesamte Halbinsel von der deutschen Besatzung befreit, womit auch der zwischenzeitlich wieder aufgetauchte Name „Taurien“ wieder verschwand.